# 大武丁
大武丁，是臺灣屏東縣佳冬鄉的一個傳統地域名稱，位於該鄉西部略偏北地帶。相較於今日行政區，其範圍大致包括豐隆村西部中央偏北一小段、大同村不含東部邊界地帶及西部凸出部分的西北半部、羌園村西北部，以及林邊鄉的竹林村東部邊界地帶中央大段及東南部較大凸出部分的東大半部、永樂村東端、林邊村東北部。
本地區境內主要聚落為大武丁、新埔，設有大新國小。

## 歷史
台灣日治初期，大武丁地區為一街庄，稱為「大武丁庄」（舊制街庄），隸屬於港東中里。該庄昔日西及西北隔林仔邊溪與林仔邊庄、竹仔腳庄為界，北及東與武丁潭庄為鄰，南邊為羗園庄。
1901年（日治明治三十四年）11月11日，全台廢縣廳改設二十廳，該庄隸屬於阿猴廳。1904年（明治三十七年）4月15日，該庄編入「茄苳腳區」，隸屬於阿猴廳。1905年（明治三十八年）4月1日，阿猴廳改稱「阿緱廳」。1909年（明治四十二年）10月25日，全台合併二十廳為十二廳，茄苳腳區仍隸屬於阿緱廳。1920年（大正九年）10月1日，全台地方制度大改正，廢十二廳改設五州二廳，該庄改制為「大武丁」大字，隸屬於高雄州東港郡佳冬庄（新制街庄）。
戰後佳冬庄改制為佳冬鄉，隸屬於高雄縣，大字亦改制為村。1950年（民國39年）10月1日，高、屏分治，佳冬鄉改隸屬於屏東縣。
相較於今日行政區，本地區的範圍大致包括豐隆村西部中央偏北一小段、大同村不含東部邊界地帶及西部凸出部分的西北半部、羌園村西北部，以及林邊鄉的竹林村東部邊界地帶中央大段及東南部較大凸出部分的東大半部、永樂村東端、林邊村東北部。

## 聚落
本地區發展較早的聚落為大武丁、新埔、五塊厝（已消失）、田藔（已消失）、臺斗店（已消失），在日治初期的官方地圖上已有記載。

## 交通
鄉道屏131線是大武丁至下埔頭的道路，其北側端點（起點）位於本地區北部的大武丁聚落佳冬堤防下道路路口。
鄉道屏135線是昌隆至佳冬的道路，經過本地區東南部的新埔聚落。

## 學校
- 大新國小